# No Way Back/Cold Day in the Sun
No Way Back/Cold Day in the Sun – czwarty singel zespołu Foo Fighters z albumu In Your Honor. Został wydany 14 marca 2006.

## Lista utworów
1. „No Way Back” – 3:17
2. „Cold Day in the Sun” – 3:23
3. „Best of You” (live) – 6:23

## Listy przebojów (2006)
| Lista przebojów    | Pozycja |
| ------------------ | ------- |
| Modern Rock Tracks | 2       |
| UK Singles Chart   | 64      |